# The Song of Bernadette
The Song of Bernadette is een Amerikaanse dramafilm uit 1943 onder regie van Henry King. Het scenario is gebaseerd op de roman Das Lied von Bernadette (1941) van de Oostenrijkse auteur Franz Werfel. Destijds werd de film in Nederland en België uitgebracht onder de titel Het lied van Bernadette.

## Verhaal
Op een dag doet Bernadette boodschappen met haar zus Marie en klasgenoot Jeanne in een dorp net buiten Lourdes. Als ze ontdekken een koude rivier te moeten oversteken, zijn Marie en Jeanne bang ziek te worden en laten Bernadette achter. Terwijl ze deze oversteekt, merkt ze dat er licht komt uit een grot. Ze gaat uit nieuwsgierigheid naar binnen en treft hier een dame aan die een rozenkrans van parels vasthoudt.
Bernadette vertelt het verhaal later aan de twee andere meiden in vertrouwen. Marie en Jeanne beloven in eerste instantie het geheim te houden, maar het duurt niet lang voor het hele dorp weet wat Bernadette tegen hen gezegd heeft. Haar ouders denken dat ze onzin uitkraamt en er zijn slechts enkele mensen die haar verhaal geloven.
Het meisje keert meerdere malen terug naar de grot en ontdekt dat de dame toverkrachten heeft. Ze wordt regelmatig ondervraagd door de inwoners en ook de kerk begint zich ermee te bemoeien. Ze proberen erachter te komen of Bernadette een oplichtster is of toch de waarheid spreekt. Ze komen uiteindelijk tot de vaststelling dat haar ervaringen gebaseerd zijn op de waarheid.
Bernadette probeert verder te gaan met haar leven, maar de ervaringen bij de grot maken dat vaak lastig. Ze komt in een klooster terecht. Uiteindelijk raakt ze besmet met tuberculose en beseft dat ze op korte termijn zal overlijden.

## Rolverdeling
| Acteur           | Personage                                 |
| ---------------- | ----------------------------------------- |
| Jennifer Jones   | Bernadette Soubirous                      |
| Charles Bickford | Dominique Peyramale, ex-deken van Lourdes |
| Vincent Price    | Vital Dutour                              |
| Lee J. Cobb      | Dokter Dozous                             |
| Gladys Cooper    | Marie-Thérèse Vauzou                      |
| Anne Revere      | Louise Soubirous                          |
| Roman Bohnen     | François Soubirous                        |
| Mary Anderson    | Jeanne Abadie                             |
| Patricia Morison | Keizerin Eugénie                          |
| Aubrey Mather    | Burgemeester Lacade                       |
| Charles Dingle   | Jacomet                                   |
| Edith Barrett    | Croisine Bouhouhorts                      |
| Sig Ruman        | Louis Bouriette                           |
| Blanche Yurka    | Bernarde Casterot                         |
| Ermadean Walters | Marie Soubirous                           |
| Marcel Dalio     | Callet                                    |
| Pedro de Cordoba | Dokter Le Cramps                          |
| Jerome Cowan     | Keizer Napoleon III                       |
| William Eythe    | Antoine Nicolau                           |

## Prijzen en nominaties
| Jaar | Prijs         | Categorie                      | Genomineerde(n)                               | Uitslag     |
| ---- | ------------- | ------------------------------ | --------------------------------------------- | ----------- |
| 1943 | Oscars        | Beste film                     | 20th Century Fox                              | Genomineerd |
| 1943 | Oscars        | Beste regisseur                | Henry King                                    | Genomineerd |
| 1943 | Oscars        | Beste actrice                  | Jennifer Jones                                | Gewonnen    |
| 1943 | Oscars        | Beste mannelijke bijrol        | Charles Bickford                              | Genomineerd |
| 1943 | Oscars        | Beste vrouwelijke bijrol       | Gladys Cooper                                 | Genomineerd |
| 1943 | Oscars        | Beste vrouwelijke bijrol       | Anne Revere                                   | Genomineerd |
| 1943 | Oscars        | Beste bewerkte scenario        | George Seaton                                 | Genomineerd |
| 1943 | Oscars        | Beste originele muziek         | Alfred Newman                                 | Gewonnen    |
| 1943 | Oscars        | Beste geluid                   | Edmund H. Hansen                              | Genomineerd |
| 1943 | Oscars        | Beste productieontwerp         | James Basevi William S. Darling Thomas Little | Gewonnen    |
| 1943 | Oscars        | Beste camerawerk               | Arthur C. Miller                              | Gewonnen    |
| 1943 | Oscars        | Beste montage                  | Barbara McLean                                | Genomineerd |
| 1943 | Golden Globes | Beste dramafilm                | Henry King William Perlberg                   | Gewonnen    |
| 1943 | Golden Globes | Beste actrice in een dramafilm | Jennifer Jones                                | Gewonnen    |
| 1943 | Golden Globes | Beste regisseur                | Henry King                                    | Gewonnen    |